# 小塩山
小塩山（おしおやま）は、京都府京都市西京区にある山。標高642mで西山山地第2の高峰である。小塩山京都府歴史的自然環境保全地域（28.38ha）に指定されている。

## 概要
山の東のふもとには勝持寺（花の寺）、大原野神社、洛西ニュータウンがあり、このニュータウンからはこの山の山容をはっきりと見る事ができる。また京都市中心部の眺望が良い所や清水寺からも西方の遠くにこの山を見る事ができる。
山のふもとから山頂まで舗装道である京都府道141号小塩山大原野線が通っている。以前は一般車も通行が可能だったが、現在は一般車両通行禁止（徒歩では通行可能）となっている。
山頂は淳和天皇の遺灰を散骨した場所とされ、大原野西嶺上陵（淳和天皇陵）がある。また山頂付近には在京都FM局の送信所が置かれ、府南部の広範囲に電波を発射している。他にもNTT、関西電力、大阪ガス、国土交通省、消防、警察、アマチュア無線等の無線中継局があり、多くの中継アンテナが建っている。

## FM放送局送信施設概要
| 周波数  | 放送局名               | コールサイン | 空中線電力 | ERP    | 放送対象 地域 | 放送区域 内世帯数 |
| ------- | ---------------------- | ------------ | ---------- | ------ | ------------- | ----------------- |
| 82.8MHz | NHK 京都FM             | JOOK-FM      | 1kW        | 2.4kW  | 京都府        | 約-万世帯         |
| 89.4MHz | α-station エフエム京都 | JOKV-FM      | 3kW        | 5.85kW | 京都府        | 約-万世帯         |

- 送信所置局住所は、京都市西京区大原野春日町1411番地となる。
- NHK京都FMについては、該当項も参照の事。
- なお、KBS京都FM補完中継局の親局は比叡山にある。

### 正式な送信所名
- NHK京都…小塩山FM放送所
- α-STATION…小塩山送信所

## 周辺
- 大原野西嶺上陵（淳和天皇陵）
- 自治体・通信会社の通信施設
- 小塩山大原院勝持寺（花の寺）
- 大原野神社
- 洛西ニュータウン
- 西岩倉山金蔵寺

### 関連自治体
- 京都市
- 西京区

### テレビ送信所が置かれている山
- 比叡山
- 生駒山

### 当送信所置局事業者
- NHK京都放送局
- エフエム京都

### AMラジオ放送所
- NHK京都放送局 - ラジオ第1放送の送信所が併設されていたが、2015年2月2日未明をもって、廃止された。
- 京都放送久御山ラジオ送信所
- 在阪民放ラジオ局京都中継局 - radikoの普及とワイドFM（FM補完放送）開始により、2023年10月30日未明をもって、廃止された。